# 珏山吐月
珏山吐月，为山西晋城四大名胜之一。
珏山位于晋城市市区东南13千米处，珏山有双峰，其双峰对峙。每逢农历十五，月亮从两峰之间缓缓升起，犹如月亮像是珏山吐出来似的，故名珏山吐月。